# Boswellia pirottae
Boswellia pirottae là một loài thực vật thuộc họ Burseraceae. Đây là loài đặc hữu của Ethiopia. Chúng hiện đang bị đe dọa vì mất môi trường sống.